# Charops spinitarsis
Charops spinitarsis là một loài tò vò trong họ Ichneumonidae.